# Бледный мягкохвостый малюр
Бледный мягкохво́стый малю́р (лат. Stipiturus mallee) — вид певчих птиц из семейства малюровых (Maluridae). Подвидов не выделяют. Эндемик Австралии.

## Описание
Бледный мягкохвостый малюр достигает длины 13,5—15 см и массы 6—7 г. Выражен половой диморфизм. У взрослых самцов макушка бледно-рыжего цвета без прожилок, кроющие перья ушей голубые с чёрными прожилками, задняя часть шеи и верхняя часть туловища оливково-коричневые с чёрными прожилками. Верхняя часть крыльев и хвост серо-коричневые. Хвост короче, чем у S. malachurus, состоит из шести рулевых перьев, стержни которых покрыты только редкими рассученными бородками; два центральных пера в 1,5 раза длиннее остальных. Надбровье, горло и середина груди небесно-голубого цвета; остальная часть нижней части тела рыжеватая, центр брюха белого цвета. Радужная оболочка тёмно-коричневая; клюв чёрный; ноги розовато-коричневые. Взрослые самки похожи на самцов, но без голубой окраски, лоб с рыжеватым оттенком, уздечки белого цвета, кроющие перья ушей серые, горло и грудь рыжевато-коричневые. Молодые особи более светлые, чем взрослые; верхняя часть тела и крыльев оливково-коричневая с едва заметными прожилками, без рыжеватого оттенка на макушке, нижняя часть тела серовато-белая.
Вокализация представляет собой пронзительное чириканье. Контактная позывка слышится как высокий звук «tree»; сигнал тревоги — громкий «trrt».

## Распространение и места обитания
Бледный мягкохвостый малюр являются эндемиком Австралии. Встречается только в регионе Малли на юго-востоке Южной Австралии (к югу от реки Мюррей) и северо-западе штата Виктория на высоте 30—100 м над уровнем моря. Естественными местами обитания являются низкорослые эвкалиптовые леса с зарослями триодии. Предпочитает участки с растительностью, которая не подвергалась выжиганию в течение как минимум 15 лет.

## Биология
Бледный мягкохвостый малюр добывает пищу в составе небольших семейных групп, быстро перемещаясь среди кустарников и зарослей триодии на высоте до 0,5 м от земли. Питается насекомыми, а также, в меньшей степени, семенами.  Точный состав рациона не описан.
Сезон размножения приходится на сентябрь—ноябрь. По-видимому, размножаются отдельными парами. Гнездо представляет собой куполообразное овальное сооружение с боковым входом, расположенное в центре большой кочки триодии. Сооружается самкой из травы, коры и листьев; лоток выстилается пухом и перьями. В кладке 2—3 яйца (обычно 3); насиживает яйца и заботится о птенцах только самка. Отдельные наблюдения свидетельствуют о возможном кооперативном размножении в некоторых популяциях, когда неполовозрелые особи от предыдущих выводков участвуют в заботе о потомстве.